# Dieu de l'Artémision
Pour les articles homonymes, voir Artémision.
Le dieu du cap Artémision est une sculpture grecque monumentale (haute et large d'environ 2 mètres) en bronze, datée vers 460 av. J.-C. et conservée au musée national archéologique d'Athènes (Inv. 15161).
Elle a été découverte par des pêcheurs de Skiathos en 1926 (bras gauche) et 1928 (reste de la statue) au large du cap Artémision, au nord de l'île d'Eubée. Le naufrage, au IIe siècle av. J.-C. ou au Ier siècle av. J.-C., du navire qui la transportait, parmi une cargaison hétérogène, lui a permis de traverser les siècles et d'échapper aux fontes des statues de bronze à la fin de l'Antiquité pour en récupérer le métal. Cette statue fait partie des rares bronzes grecs de grande taille encore conservés dans leur intégralité, avec l'aurige de Delphes et les deux guerriers de Riace.

## Histoire
Le bras gauche du Dieu de l'Artémision a été découvert en 1926 dans une épave romaine fouillée en 1928, ce qui a permis de retrouver le reste de la statue. Le naufrage s’est produit au plus tôt au milieu du IIe siècle av. J.-C. au large du cap Artémision en Grèce. Cependant, on ne sait pas grand-chose de l’épave, car l’exploration a été abandonnée après la mort d’un plongeur en 1928, et n’a jamais repris. Le Jockey de l'Artémision – une grande statue en bronze d’un cheval de course et de son jockey – a été retrouvé dans la même épave transportant le Dieu de l'Artémision. Seán Hemingway a suggéré que le Jockey a peut-être été pillé à Corinthe en 146 av. J.-C. par le général romain Mummius pendant la guerre achéenne et était en route pour Pergame lorsqu’il a été perdu dans le naufrage.

## Description
Le Dieu de l'Artémision est une grande statue de bronze en ronde-bosse, mesurant 209 cm de haut : il est donc un peu plus grand que nature. 
Le dieu du cap Artémision se présente comme un homme nu, d'âge mûr, barbu, debout dans une position dynamique, jambe gauche tendue vers l'arrière, jambe droite pliée. Ses cheveux sont attachés et son front est couvert de bouclettes désordonnées. L’expression du visage est calme et il semble concentré sur sa cible.
Pour certains, le sculpteur joue avec le regard du spectateur, qui devait se placer face au visage, en décomposant le mouvement pour donner plus de dynamisme. Pour d'autres, il serait à voir de face puisque le corps vu de face s'inscrit « dans un carré où il se déploie au maximum, ce qui est conforme à la gestuelle simplifiée et emphatique qu'affectionne le style sévère »,.

Détails de la statue
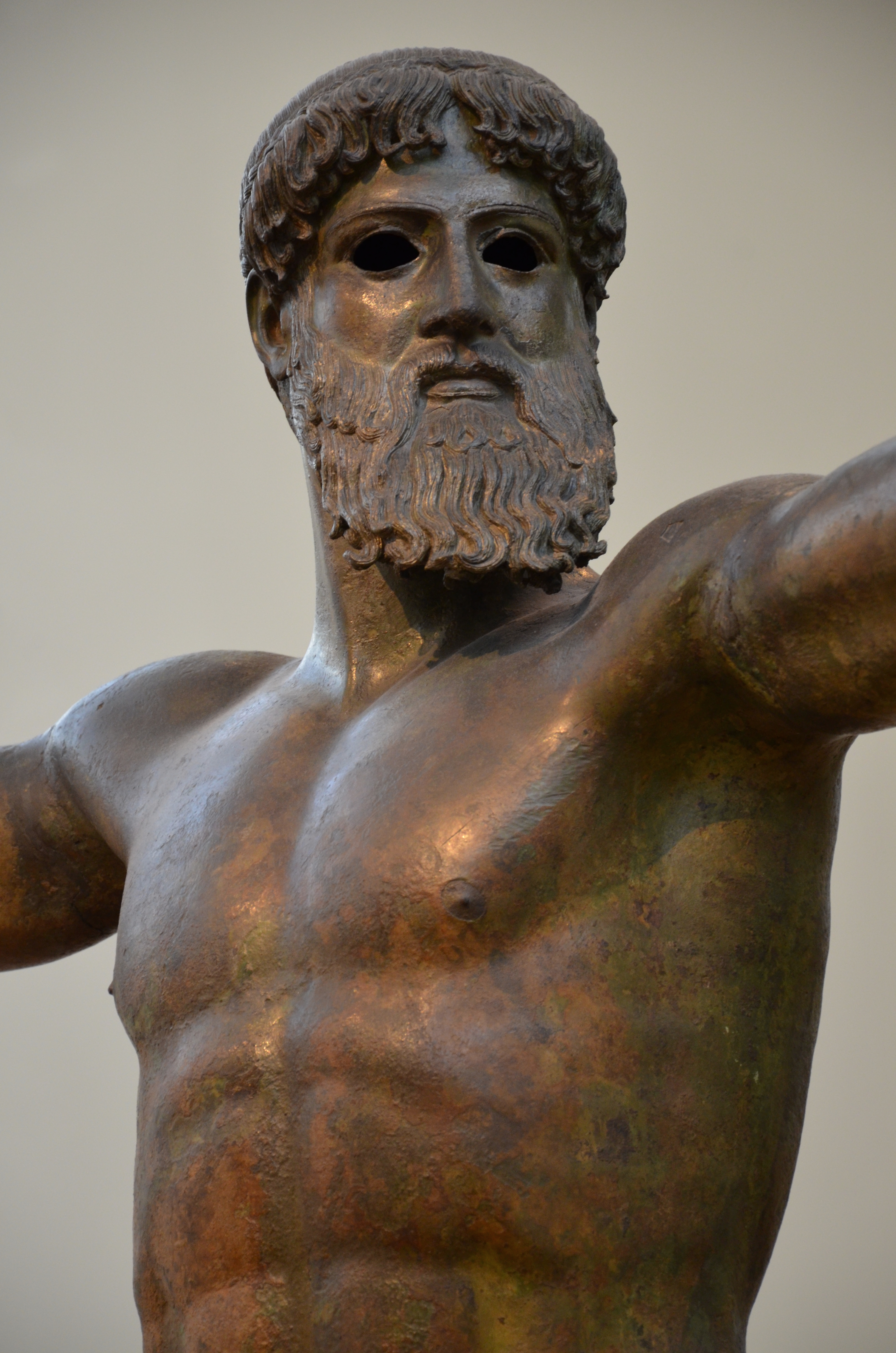
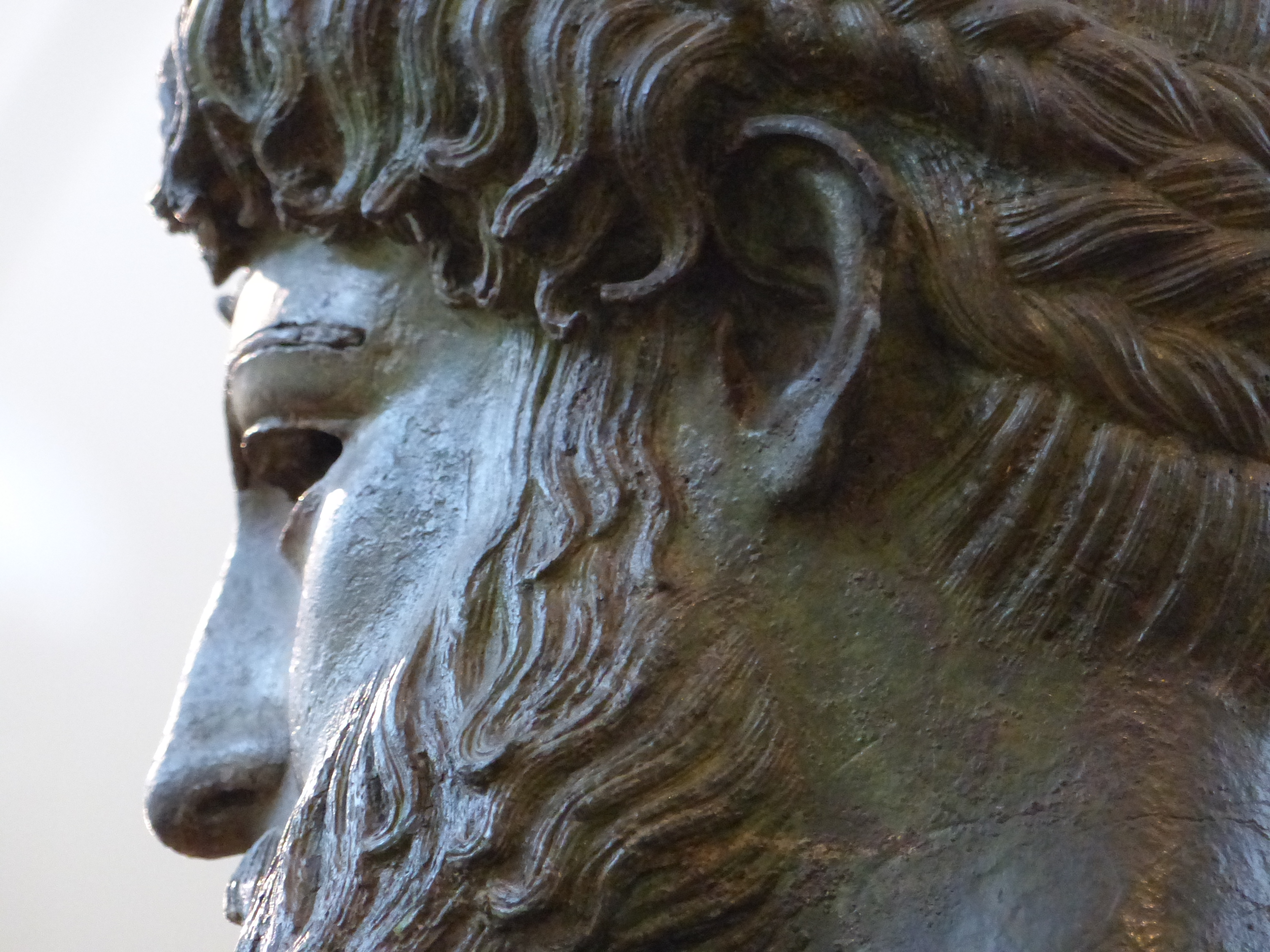
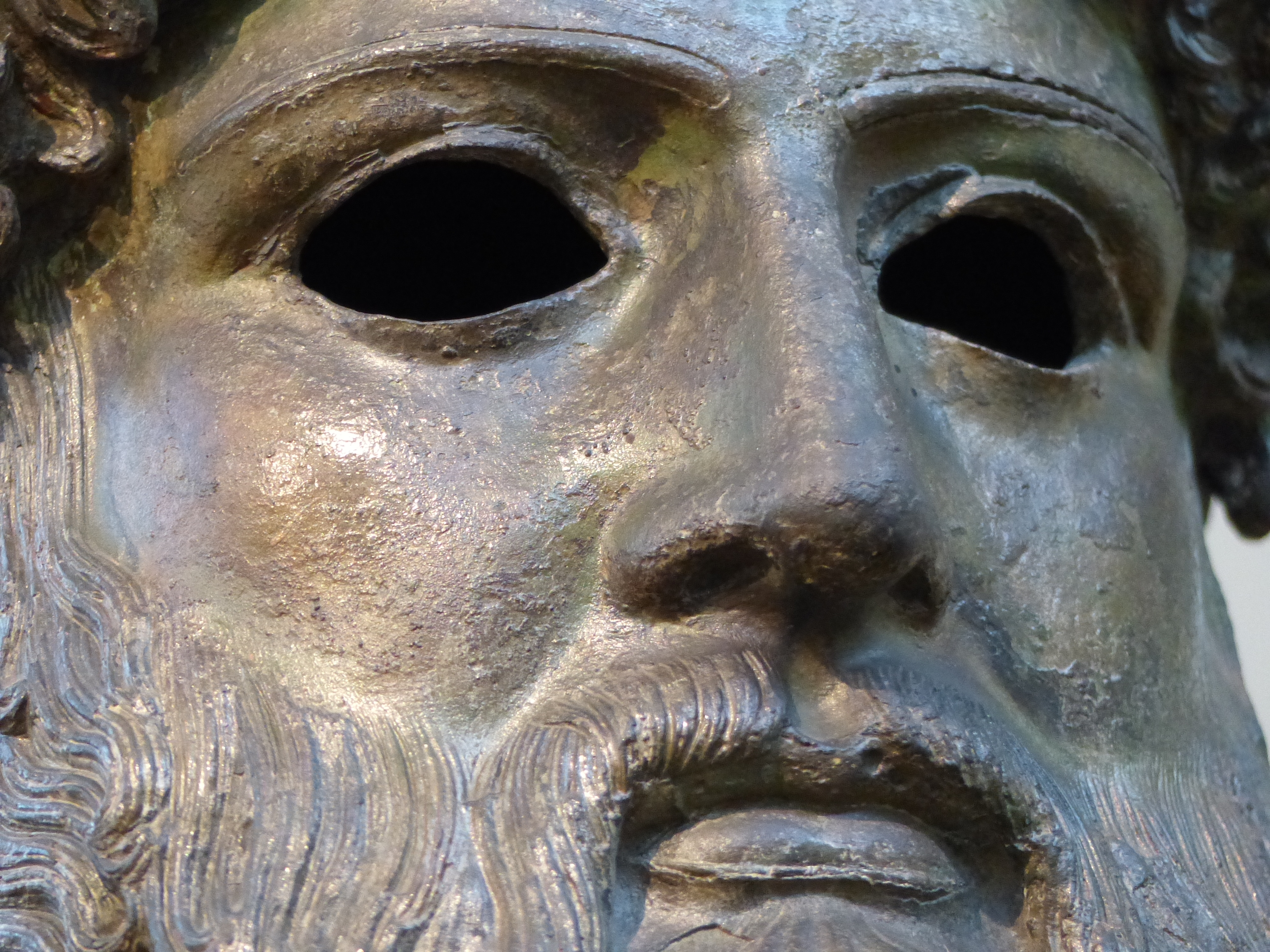
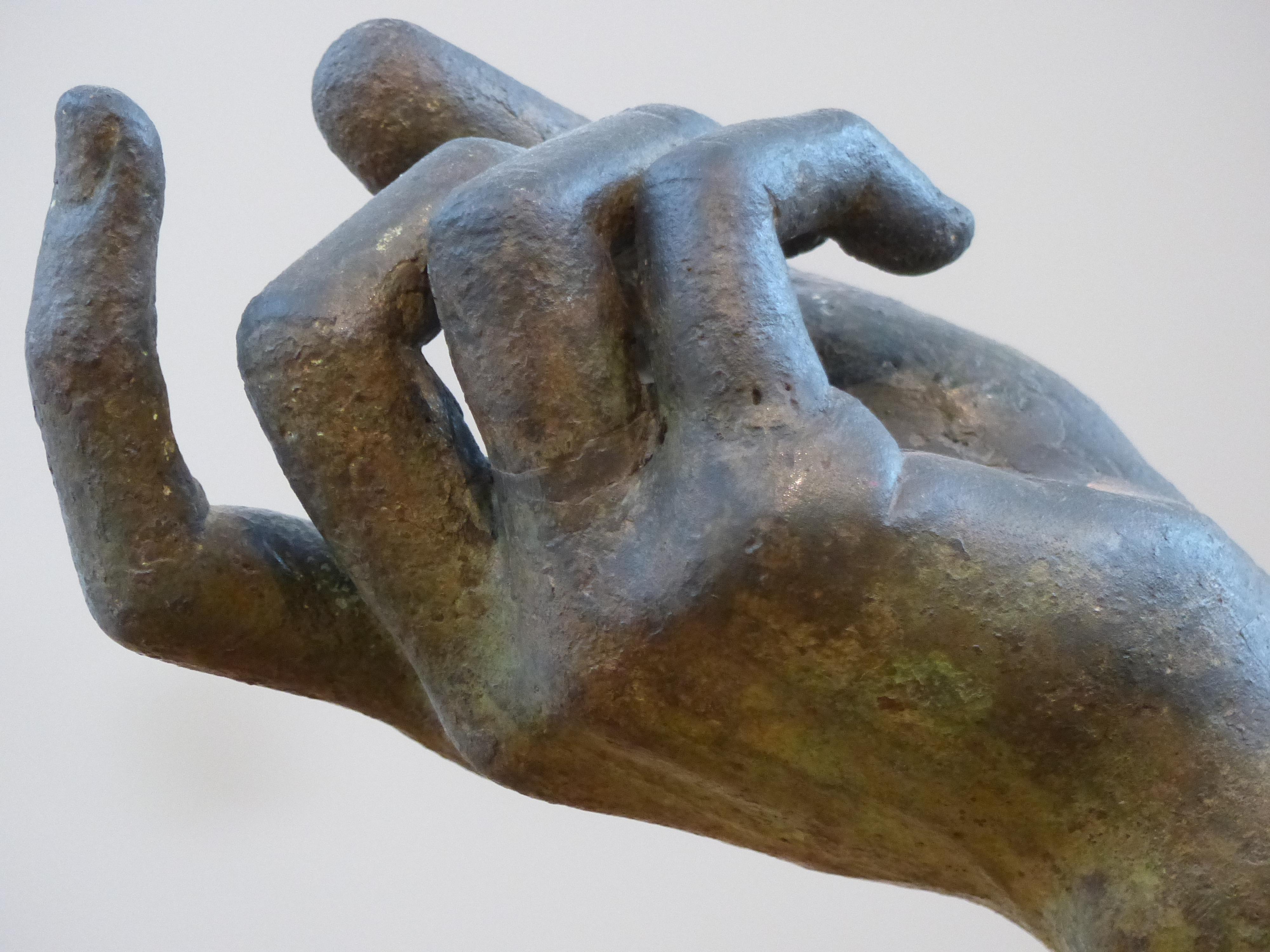
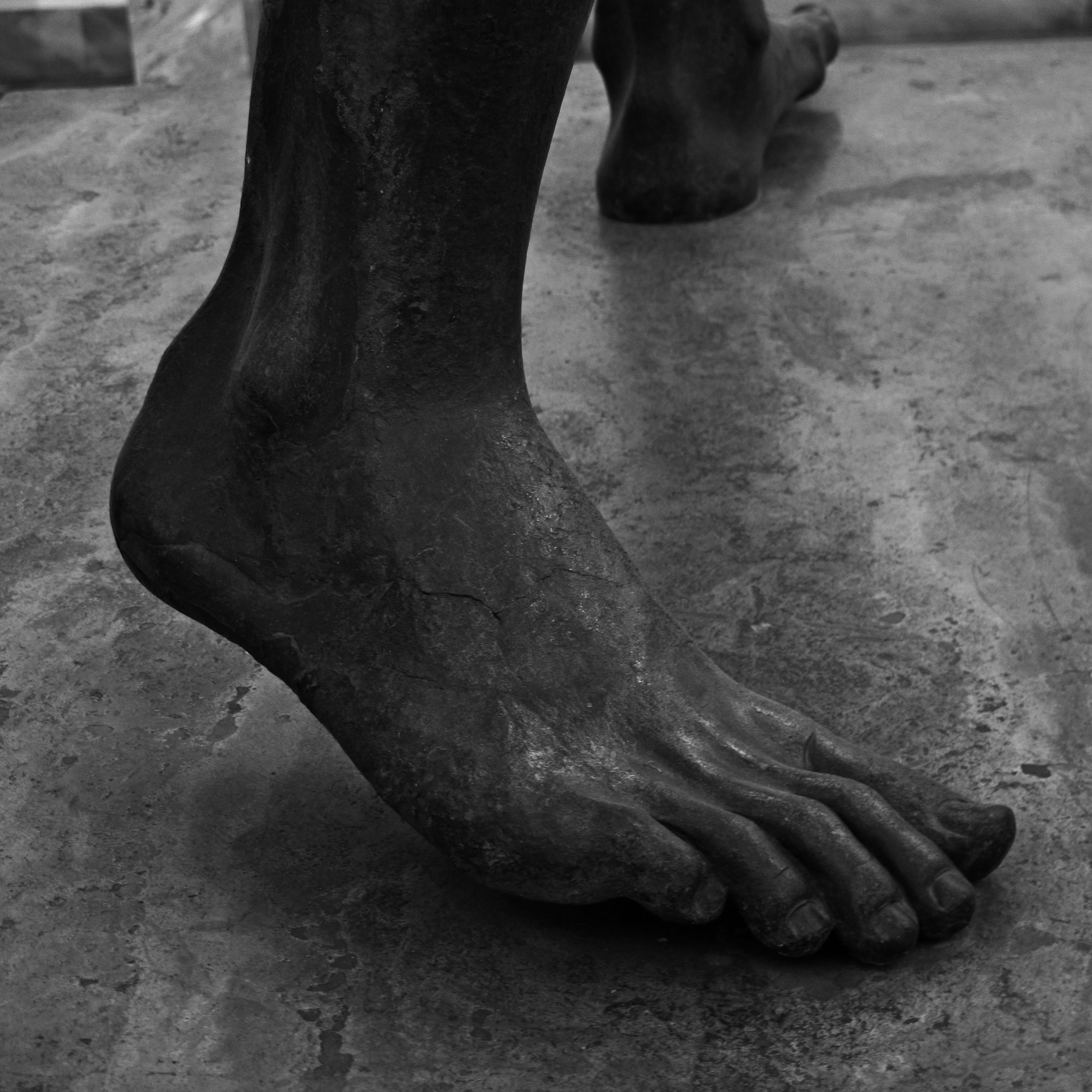

## Zeus ou Poséidon?

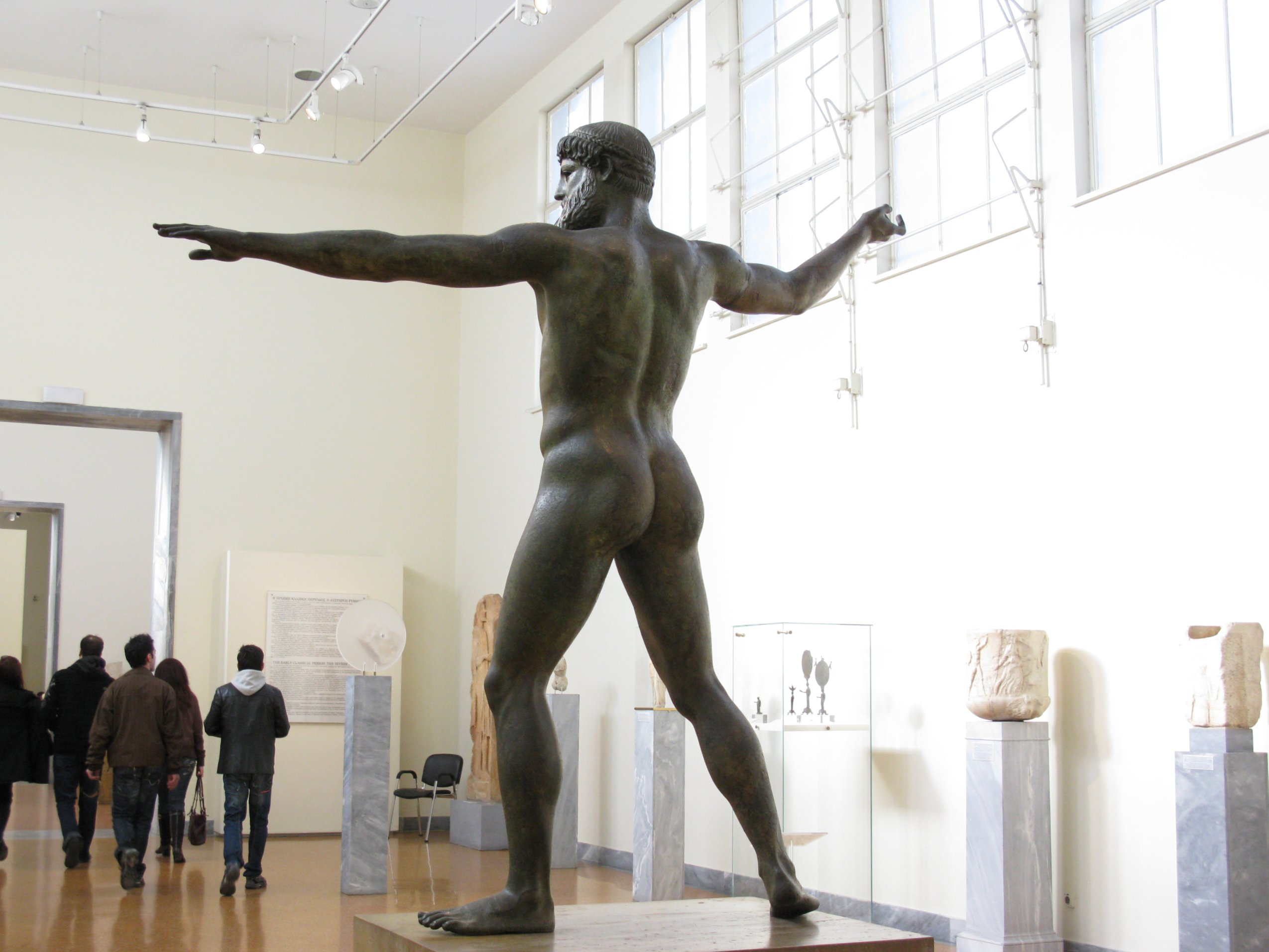
Dos du Dieu de l'Artémision

Le Dieu de l'Artémision lançait un attribut, qui a disparu. Celui-ci a souvent été supposé être le foudre, et donné lieu à une identification du dieu comme Zeus. Pour Caroline Houser, les nombreuses statuettes de Zeus lançant la foudre dans une pose similaire à celle de la figure d’Artémision valide l'hypothèse de Zeus. 
Cependant, une analyse de la position des mains, et notamment de l'index droit remet en cause cette première hypothèse : il semblerait que l'attribut ait été un trident, et qu'il faille donc considérer le dieu comme un Poséidon. Mais ce trident masquerait en partie le visage du dieu. Sur une céramique conservée au Petit Palais figure Poséidon tenant son trident en position basse, afin d’éviter d'occulter son visage, tandis que Zeus adopte la même pose que le bronze d'Artemision. Le débat n'est toutefois pas clos. 
| Objet | Description | Origine et datation                                       |
| ----- | --- | --------------------------------------------------------- |
| 14984 | Zeus brandissant le foudre Statuette de Zeus, en bronze, brandissant le foudre (attribut symbolisant la foudre). Un aigle (?) se tient sur sa main gauche. Musée national archéologique d’Athènes. | Ambracie, Étolie -490/-480                                |
| 15161 | Le dieu de l'Artémision « Zeus » ou « Poséidon ». Bronze. 2,09 m de haut. Trouvé en 1928 dans l'épave du cap Artémision, en même temps que le jockey de l'Artémision. L'attribut manque. S'il s'agit du foudre, comme sur la statuette précédente, c'est Zeus, dieu du Ciel. Mais si l'attribut est un trident, c'est son frère, Poséidon, dieu de la mer. Les spécialistes font remarquer les proportions un peu archaïques des membres et de la tête. Musée national archéologique d’Athènes. | Épave du cap Artémision, origine inconnue. vers -460/-450 |

## Datation et attribution

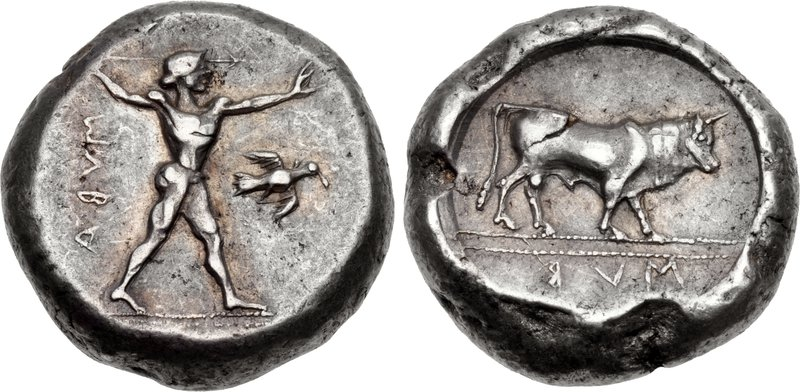
Pièce de monnaie représentant Zeus lançant son foudre. Italie, Lucania, Sybaris. Vers 453-448 avant J.-C.

On note dans cette statue un certain nombre d'incongruités morphologiques, dans la position du corps, l'étirement du pied gauche ou encore la longueur des bras, équivalente à celle des jambes. Ces archaïsmes, ainsi que l'apparence traitée avec virtuosité, ont permis de rattacher cette sculpture au style sévère. Néanmoins, la précision des volumes musculaires, quoique stylisés, et la douceur dans la transition des plans, laissent déjà entrevoir le style classique et font pencher pour une datation à la frontière de ces deux périodes, vers 460 av. J.-C., selon les spécialistes, c'est-à-dire dans une période contemporaine du temple de Zeus à Olympie. Le Dieu de l'Artémision est à peu près contemporain du célèbre Aurige de Delphes.
Le nom de Calamis, sculpteur grec actif au début du ve siècle av. J.-C., a été proposé comme auteur de cette sculpture, par comparaison avec l’Apollon à l'omphalos qui lui est attribué sans certitude. Les œuvres de Calamis ont été perdues et ne sont connues que par des copies et des reproductions sur des pièces de monnaie. D'autres spécialistes ont proposé les noms des sculpteurs grecs Myron et Onatas d’Égine. 

## Technique

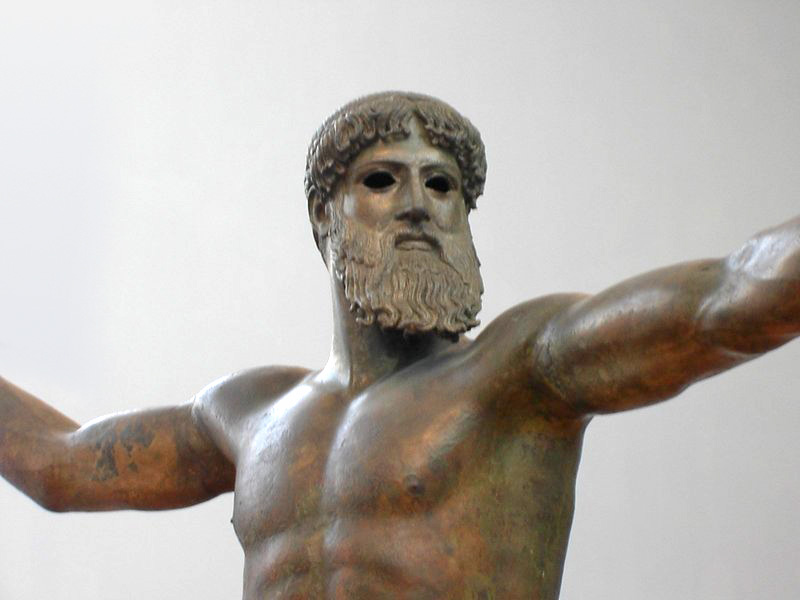
Buste du Dieu de l'Artémision.

Il est difficile d'effectuer une analyse technique de la statue, étant donné la restauration extensive et irréversible à laquelle elle a donné lieu lors de sa découverte en 1928. De toute évidence, elle a été réalisée selon le procédé de fonte à la cire perdue sur positif. Les bras ont été fondus à part et rapportés par une soudure en cuvette sous les aisselles, comme dans le cas des guerriers de Riace. La moitié de chaque pied a également été rapportée et soudée. Les mamelons, les sourcils et les lèvres étaient sans doute incrustés de cuivre rouge ; quant aux yeux, la composition de leur incrustation reste inconnue : il pouvait s'agir de pierre ou de métal. Au total, la statue a été coulée en dix pièces : une pour la tête, une pour le corps et les jambes, deux pour les bras, deux pour les mains, deux pour l'avant des pieds et deux pour les organes génitaux. Le torse et les jambes ont été réalisées en une seule et même coulée primaire.
Une armature de fer, scellée au plomb, dépasse du pied : elle servait à fixer la statue sur un piédestal de pierre. Les parois sont très fines.

## Copies et utilisations
En 1998, la Grèce, qui a adhéré au Conseil de l’Europe le 9 août 1949, a fait don à l'organisation d’une réplique du « Poséidon du Cap Artémision ». Elle est exposée en face du bâtiment principal du Conseil de l’Europe à Strasbourg.
Le visage du Dieu de l'Artémision apparaît sur un timbre grec de 0,10 € émis en 2007. En 2015, la poste grecque a dédié un timbre de 0,47 € à l’ensemble de la sculpture.
Une copie de la statue grandeur nature est présente au Musée des Moulages de l'Université Paul-Valéry / Montpellier 3 à Montpellier. Commandée par le maire Georges Frêche dans les années 2000 pour le quartier Antigone et la fontaine de la Place du Nombre d'Or, elle est en dépôt à l'université depuis décembre 2023.